# Sankt Annen
Sankt Annen là một đô thị thuộc huyện Dithmarschen, trong bang Schleswig-Holstein, nước Đức. Đô thị Sankt Annen có diện tích 14,87 km², dân số thời điểm 31 tháng 12 năm 2006 là 345 người.